# Pavel Hajný
Pavel Hajný (* 15. dubna 1939 Rožnov pod Radhoštěm) je spisovatel, scenárista a dramaturg. Má na svém kontě řadu scénářů pro film i televizi. Je autorem několika prozaických děl. Působil také jako redaktor či autor v oblasti počítačových a internetových technologií. Od roku 1999 se angažuje ve sběru historických dat a autentických záznamů baťovců a dalších pamětníků baťovského fenoménu po celém světě.

## Život, rodina a zaměstnání
Narodil se 15. dubna 1939 Celestině a Václavovi Hajným z Rožnova pod Radhoštěm. Má mladšího bratra Petra Hajného. V roce 1956 odmaturoval na gymnáziu ve Valašském Meziříčí, pak studoval elektrotechniku na Slovenské vysoké škole technické v Bratislavě (1956–1959) a následně ještě ČVUT v Praze (filmová, televizní a filmová technika 1959–61, Ing.). Po vojně pracoval ještě krátce od roku 1962 v Tesle Hloubětín. V letech 1962 až 68 byl zaměstnán v Československé televizi jako střihač, zvukový technik, mistr zvuku a později jako dramaturg a redaktor. Oženil se v roce 1962 s Drahomírou Hajnou a narodil se jim první syn Martin, který je psychologem a psychoterapeutem. V té době pokračoval ve studiu dramaturgie na FAMU. Od roku 1968 byl dramaturgem hraného filmu ve Filmovém studiu Barrandov. Druhý syn Filip, IT odborník a překladatel, se narodil v roce 1975.
Od roku 1991 byl zaměstnán v IDG a pro ni pracoval v České televizi a později i v televizi Premiéra na televizním magazínu Computerworld. V IDG se zasloužil o vznik měsíčníku i4U (Internet For You), jehož se stal šéfredaktorem. Podílel se i na zrodu českého vydání časopisu Playboy v roce 1991 a na kratší dobu se stal i jeho prvním šéfredaktorem. V Českém rozhlase působil jako redaktor stanici Radiožurnál týdenní rozhlasový pořad Megabyte od roku 1998. Působil také v neziskové organizaci BMI, která se věnovala využívání internetu a IT v rámci současné občanské společnosti. Díky evropskému projektu Leonardo zde spolupracoval na mezinárodních programech pro neslyšící Tecno Zeinu a pro nemocné roztroušenou sklerózou MS Net. Pro IDG pak pracoval znovu od roku 2008 na projektu webové televize IDGTV.
Od roku 1999 se začal systematicky věnovat historii rodiny Baťů a Tomáše Bati - fenoménu „baťovství“ a zaznamenal množství inspirativních, byť opomíjených osudů Baťových následovníků, přátel a zaměstnanců, kteří kdysi opustili Českou republiku. Většinu výsledků své dokumentaristické práce pak publikuje na webovém portálu Batastory.net. Od roku 2012 působí jako externí dramaturg Filmového vysílání České televize.

## Film a televize
Jeho televizní hra Domácí víno (1963, režisér František Filip) vznikla na základě jeho ročníkové práce na FAMU. K dalším televizním filmům a inscenacím napsal pak následující scénáře: Kdo je kdo (1970, rež. Antonín Moskalyk), Klícka (1971, rež. Antonín Moskalyk), Od večera do rána (1970, rež. Alois Müller), Návštěva (1973, rež. Alois Müller, sc. + V. Hajný), Okno (1974, rež. Zoroslav Záhon), Egyptologové (1974, rež. František Filip, podle Kingsley Amise a Roberta Conquesta), Vernisáž (1977, rež. Alois Müller, sc. + Zdeněk Vyhlídal), Zelená řeka (1980, rež. Otakar Kosek), Poslední adresa neznámá (1982, rež. Alois Müller), Plamen a dým aneb Tajné lásky a veřejné omyly poštovního úředníka v. v. (1983, rež. Alois Müller, o Petru Bezručovi) a další.
Je rovněž autorem scénáře seriálu Pražský student (1992, rež. Ladislav Smoljak a Bero Radojčić, sc. + Bero Radojčić). Podle jeho scénářů byly natočeny například filmy Lekce (1971, rež. Dušan Klein), Jakou barvu má láska (1973, rež. Zdeněk Brynych, sc. + Zdeněk Brynych), Pasiáns (1977, rež. Vladimír Čech), Střepy pro Evu (1978, rež. Rudolf Adler, sc. + Rudolf Adler), Vražedné pochybnosti (1978, rež. Ivo Toman, sc. + Miloš Makovec), Cena medu (1986, rež. Jaromír Borek), Když v ráji pršelo (1987, rež. Marie Pivoňková, podle Jana Otčenáška), Copak je to za vojáka… (1988, rež. Petr Tuček)], Stavení (1989, rež. Miloš Zábranský), Fotograf (2014, spolupráce na scénáři, rež. Irena Pavlásková) aj.
V 70. a 80. letech spolupracoval úzce s polskou kinematografií. Tak vznikly scénáře filmů Dvojí svět hotelu Pacifik (Zaklete rewiry, 1975, rež. Janusz Majewski), Noční můry (Zmory, 1978, rež. Wojciech Marczewski), Slaná růže (Slona ruźa,1980, rež. Janusz Majewski), Penzionát paní Latterové (Pensja pani Later, 1982, rež. Stanislaw Różewicz), Sexmise (1984, rež. Juliusz Machulski, scénář spolu s Juliuszem Machulskim a Joannou Hartwig)], C. K. dezertéři (C. K. dezerterzy, 1986, rež. Janusz Majewski).
Jako dramaturg se podílel na více než 35 českých filmech. Za mnohé jiné - Můj brácha má príma bráchu /1975/, Holka na zabití /1975/, Brácha za všechny peníze /1978/, Upír z Ferratu /1981/, Jonáš a Melicharová /1986/, Divoké srdce /1990/, Žebrácká opera /1990/.
Je spoluautorem scénáře dokumentu Baťa, první globalista slovenského režiséra Petera Kerekese z roku 2018, který představuje osobnosti Tomáše Bati i jeho bratra Jana Antonína, způsob jejich podnikatelského uvažování i expanzi firmy do celého světa.

## Prozaická tvorba
V próze se Hajný věnuje vztahovým a psychologickým rovinám osudů hrdinů. Neusazené povahy osob knih procházejí zápletkami zabarvenými někdy i detektivní momenty. Využití více časových linií dává příběhům příjemně napínavou nevypočitatelnost a přirozenost. V knížce Kde teče Tennessee mladý muž potkává pasti praktik Státní bezpečností. Ke klíčovému vztahovému i identitnímu dilematu dochází hrdina prózy Léta, která je založena na převážně detektivní zápletce. Závěr tohoto období tvoří Samarkand, Samarkand, který integruje psychologický a vztahový žánr s prozaicky podaným cestopisem. Po delší pauze Pavel Hajný publikuje na webu vzpomínky starých baťovců a novými životopisnými romány Tomáš Baťa zblízka nebo Marie Baťová - první dáma Zlína se věnuje členům Baťovy rodiny.

## Dílo
- Venuše 60 (Dilia, 1961)
- Domácí víno (Dilia, 1964)
- Kdo sní víc večeří - sborník. (Mladá fronta, 1974)
- Kde teče Tennessee (1970, zkonfiskováno; exilové vydání Kolín nad Rýnem 1979)
- Léta (Mladá fronta, 1975)
- Samarkand, Samarkand (Mladá fronta, 1978)
- Hovory s veverkou - sborník (Český spisovatel, 1963)
- Marie Baťová - první dáma Zlína. (Nadace Tomáše Bati, 2010)
- Tomáš Baťa zblízka (Omega, 2015)